# Período preniceno

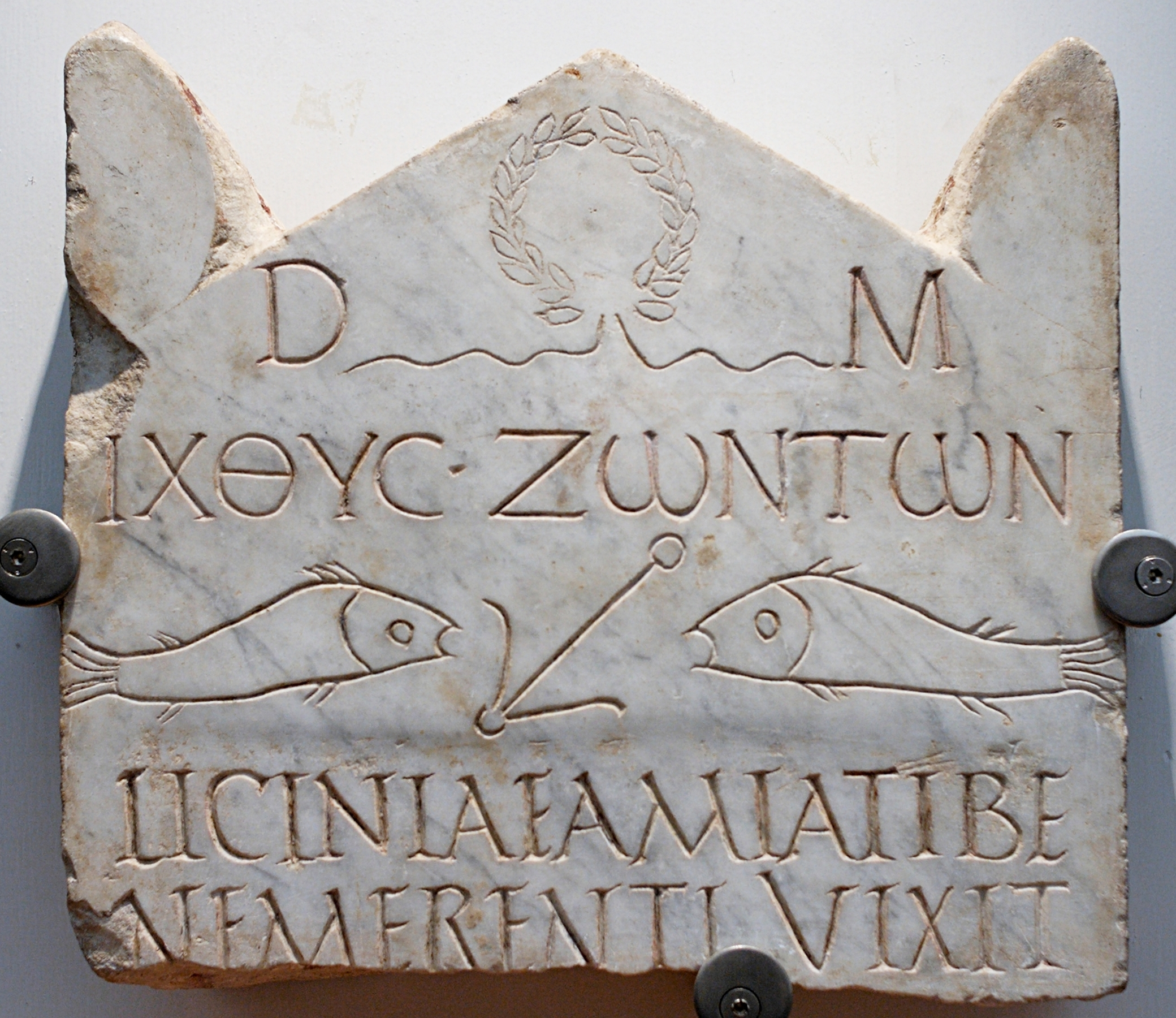
Estela funeraria de Licinia Amias sobre mármol, en el Museo Nacional Romano. Una de las primeras inscripciones cristianas encontradas, proviene de la zona de la necrópolis del Vaticano de principios del en Roma. Nivel superior: dedicación al Dis Manibus y lema cristiano en letras griegas ΙΧΘΥϹ ΖΩΝΤΩΝ (Ikhthus zōntōn, "pez de los vivos", predecesor del símbolo Ichthys); nivel medio: representación de un pez y un ancla; nivel inferior: inscripción en latín de la identidad del fallecido LICINIAE FAMIATI BE / NE MERENTI VIXIT.

El período preniceno (que literalmente significa "antes de Nicea") de la historia del cristianismo primitivo hace referencia al período posterior al período apostólico del siglo I d. C. hasta el Primer Concilio de Nicea de 325. Esta parte de la historia del cristianismo es relevante, por cuanto tuvo un impacto significativo sobre la unidad de la doctrina a través de la cristiandad y en la extensión del cristianismo hacia un área cada vez mayor del mundo. Entre las figuras más prominentes de esta era, los Padres Apostólicos y los Apologistas Griegos, generalmente estuvieron de acuerdo en la mayor parte de la doctrina. El periodo también ha sido denominado de la Gran iglesia.

## Historia
Durante este periodo, como ha señalado la historiadora Marie-Françoise Baslez, no existió una única organización cristiana centralizada, una única «Iglesia», sino que «la Iglesia estaba constituida por comunidades locales, más o menos autónomas». Por tanto, «se está muy lejos de la imagen de un organismo autoritario y centralizado desde sus orígenes… Los textos y reglamentos seleccionados y difundidos como normativos para toda la Iglesia “católica” no son impuestos desde arriba. En efecto, las “herejías” no son consideradas como desviaciones o puestas en cuestión de una “ortodoxia” ya constituida, ¡porque esta ortodoxia no existe! […] Se puede entonces concluir [que se produjo] una lenta y relativa estructuración de la Gran Iglesia, que sin embargo no se inscribe en un espacio unificado, “ecuménico” en el sentido geográfico del término… El cristiano de los primeros siglos tiene la convicción de pertenecer a una Iglesia universal a través de su compromiso con su Iglesia local». Baslez cita el caso de un obispo de Roma que a mediados del III le escribe al de Antioquía que «no hay Iglesia católica, sino Iglesias católicas».
Desde finales del siglo II se celebraron sínodos (o «concilios», en latín) de obispos a escala local o regional que se ocuparon de disputas doctrinales o disciplinarias que se zanjaban mediante la publicación de una carta colegiada «sinodal». Antes de reunirse los obispos, generalmente entre diez o veinte (acompañados normalmente de otros clérigos), intercambiaban sus puntos de vista mediante cartas constituyendo así una red de sedes episcopales, cuyos núcleos principales eran las sedes de las capitales provinciales romanas. Los primeros «sínodos» tuvieron lugar en Asia Menor pero luego se extendieron por otras zonas del Imperio —en la provincia de África llegaron a reunir a un centenar de obispos y de clérigos—. Los acuerdos adoptados, votados por mayoría, tenían un carácter «universal» y debían ser observados por las iglesias locales —de ahí que la carta sinodal funcione como una «carta católica», término que comienza a emplearse a finales del siglo II—. Así pues, la Iglesia de estos siglos, de la que los obispos son los constructores, «es de hecho una Iglesia sinodal. La autoridad superior es una autoridad colegiada».
En estos primeros siglos del cristianismo el título de «papa» no está en absoluto reservado al obispo de Roma y cuando es utilizado, muy ocasionalmente, se refiere a distintos obispos como el de Esmirna, el de Cartago o el de Alejandría y en realidad solo en una ocasión se ha constatado su uso para referirse al de Roma. Además con este término, según Baslez, se quiere destacar que la autoridad del obispo «es de naturaleza patriarcal, análoga al de un padre de familia, y por tanto local». «La Iglesia de Roma tuvo quizás vocación de llegar a ser un interlocutor imperial privilegiado, pero no estaba todavía considerada por los cristianos como la cabeza de la Iglesia universal [«católica»], idea que Cipriano, el obispo de Cartago, es el primero en teorizar en los años 250. Su precedencia proviene de su situación en la capital del imperio y en el centro del mundo, más que de su fundación por Pedro, el jefe de los apóstoles », afirma Marie-François Baslez.
Baslez cita el episodio del obispo de Roma Victor (189-199) que quiso imponer a los obispos de la provincia romana de Asia la celebración de la Pascua según el calendario romano y no según el calendario judío utilizado en Oriente desde la era apostólica. Los sínodos celebrados en esa provincia no ratificaron su iniciativa y la respuesta de Victor fue excomulgarlos, lo que en la época significaba quedar excluidos de su red epistolar. Intervino el obispo de Lyon Ireneo que le recordó al de Roma la tradición de permitir a las Iglesias seguir sus propios usos.  Como también ha señalado el historiador español Raúl González Salinero, la controversia entre Víctor I y las iglesias orientales (presididas por Polícrates de Éfeso) «evidencia que éstas, en virtud de su común origen apostólico, se encontraban en un mismo plano de igualdad que la iglesia de Roma».

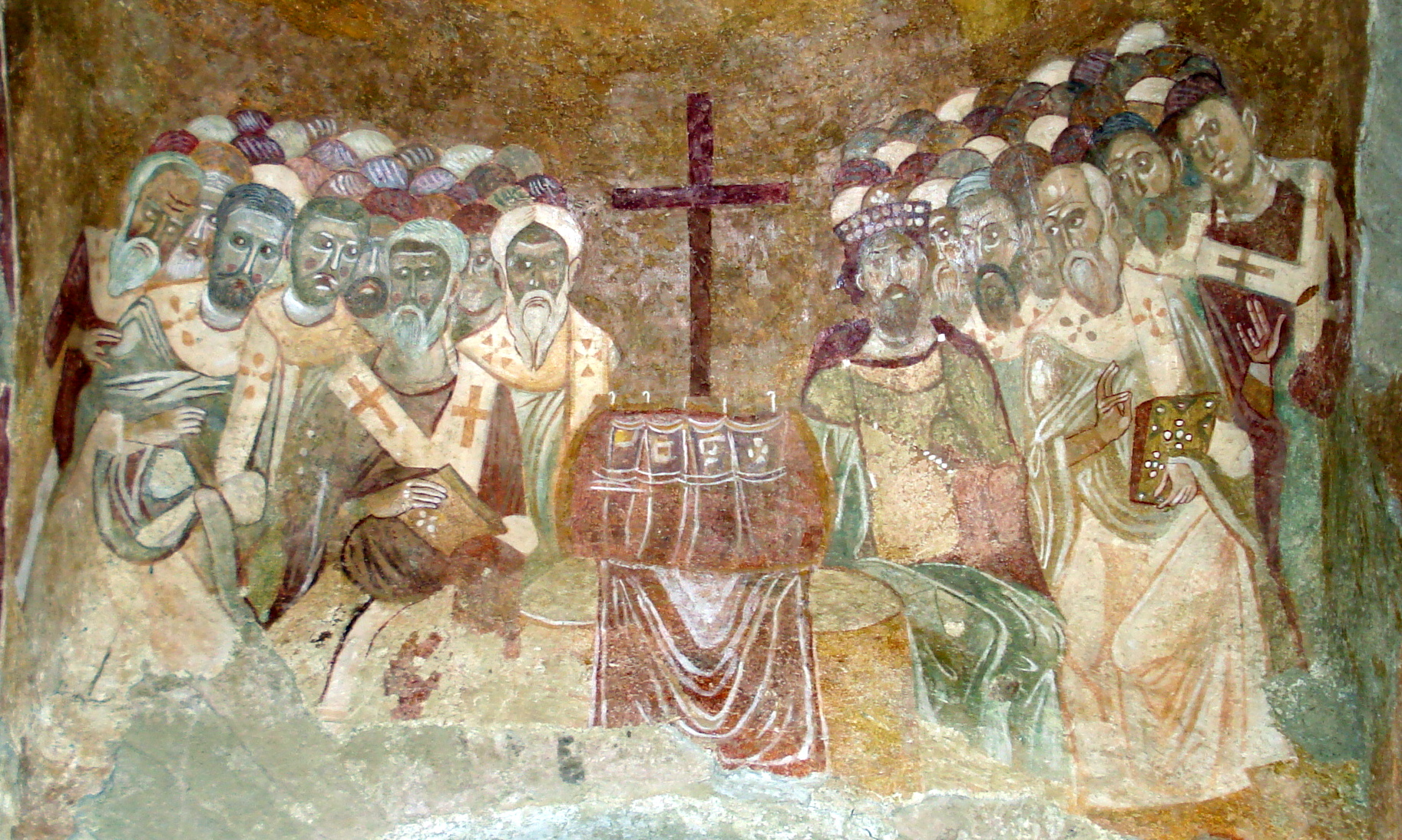
Fresco de la Iglesia de San Nicolás de Myra que representa el Concilio de Nicea de 325 convocado y presidido por el emperador romano Constantino I.

El carácter policéntrico de la Iglesia durante este periodo es lo que explica que la definición doctrinal del cristianismo que culminaría en el Credo aprobado por el Concilio de Nicea de 325 y en el que se define a la Iglesia como «santa, católica y apostólica » («santidad» que implica la separación de los adoradores de otros dioses; «católica», es decir, que aspira a ser «universal», lo que la diferenciaría de todas las demás religiones; y «apostólica» en referencia a los apóstoles fundadores) no fue impuesta desde arriba sino que se fue construyendo progresivamente a lo largo del siglo II y del siglo III. «El establecimiento de la doctrina unitaria nació de debates introducidos por cuestionamientos sucesivos: la relación con las Escrituras judías como matriz de la revelación cristiana, el lugar de los carismáticos frente a la autoridad establecida de los obispos, la orientación filosófica y elitista de los que se designa como “los que saben”, los gnósticos. Después, cuestiones específicas de la cristología se volvieron urgentes: es el debate sobre la naturaleza de Cristo —hombre o Dios—, llevado a su paroxismo por la predicación de Arrio…».
De hecho, a partir de Constantino I, el primer emperador romano cristiano, «la multipolarización del cristianismo no desaparece, sino que nuevos polos emergen, en primer lugar con la fundación de Constantinopla en 330. La lucha de influencias que se libra entonces entre las grandes sedes episcopales se sigue a través de los debates doctrinales del siglo IV y del siglo V con motivo de los grandes concilios ecuménicos: es suficiente que el obispo de Alejandría adopte una opción para que el de Antioquía elija la opuesta. […] Al final del siglo IV, la Iglesia católica no está todavía centralizada. Será otro proceso propio de las Iglesias latinas de Occidente, que se organizarán en torno a Roma siguiendo el modelo imperial romano, después de la desaparición del imperio de Occidente (476)».